# Kleinwale
Als Kleinwale werden die Vertreter der Wale bezeichnet, die nicht zu den 13 Großwalarten gehören, die 1946 im Internationalen Übereinkommen zur Regelung des Walfangs aufgelistet wurden. Diese Einteilung der Wale ist politisch und völkerrechtlich motiviert und hat keinen wissenschaftlichen oder taxonomischen Hintergrund. Auch gibt es keine klare Grenze hinsichtlich der Körperlänge bei der Unterscheidung von Groß- und Kleinwalen. Einige Kleinwalarten erreichen durchaus die Größe des Zwergwals, der kleinsten Großwalart. Fast alle Kleinwale gehören zu den Zahnwalen. Die einzige Zahnwalart, die den Großwalen zugeordnet wurde, ist der Pottwal.

## Kleinwalfamilien
Zu den Kleinwalen werden unter anderem folgende Familien gezählt:
- Delfine (Delphinidae)
- Amazonas-Flussdelfine (Iniidae)
- Chinesische Flussdelfine (Lipotidae)
- La-Plata-Delfine (Pontoporiidae)
- Gangesdelfine (Platanistidae)
- Gründelwale (Monodontidae)
- Schnabelwale (Ziphiidae)
- Schweinswale (Phocoenidae)

## Bedrohung
Die Kleinwale leben überwiegend küstennah oder in Flüssen und wandern dabei zwischen Fortpflanzungs- und Nahrungshabitaten. Während der Bestand der Großwale hauptsächlich aufgrund intensiven, internationalen Walfangs zurückgegangen ist, unterliegen die Kleinwale in ihren Lebensräumen und aufgrund ihrer häufig erheblich geringeren Größe anderen anthropogenen Einflüssen und Bedrohungen. Eine der häufigsten, unnatürlichen Todesursachen von Kleinwalen ist der ungewollte Beifang in Fischernetzen, in denen die Kleinwale dann ersticken. Der in Küstennähe intensivere Schiffsverkehr und die geringeren Wassertiefen an den Küsten und in den Flüssen erhöht die Gefährdung durch Kollisionen mit Schiffsschrauben. Der Unterwasserlärm durch küstennahe Unterwasserbaustellen, wie beispielsweise von Offshore-Windparks oder durch die Arbeit an und auf Bohrplattformen und die Gewässerverschmutzung sind im Lebensraum vieler Kleinwalarten intensiver als in küstenfernen Lebensräumen.
Einige Nationen legen die Auflistung der 13 Großwalarten von 1946 teilweise so aus, dass die Zuständigkeit zur Bestimmung von Fangquoten der Internationalen Walfangkommission (IWC) ausschließlich auf diese Arten beschränkt ist und die Kleinwalarten somit weniger streng geschützt seien. Daher weichen Walfangnationen wie Japan auf die Jagd von Kleinwalen aus. Damit gehört die Jagd für einige Kleinwalarten neben dem Beifang zu den Hauptbedrohungen durch den Menschen. Hinzu kommen vielerorts noch Lebensraumverluste und Nahrungsmangel durch Überfischung.

## Schutz und Forschung
Um den speziellen Gefährdungen der Kleinwale geeignete Schutzmaßnahmen entgegensetzen zu können, hat die IWC entschieden, dass deren Wissenschaftsausschuss sich auch mit den Kleinwalen befassen soll. Hierfür wurde 1979 der Unterausschuss SCSC (sub-committee on small cetaceans) gegründet, der sich seither mit den Kleinwalen befasst. Die Tierschutzorganisation WDC hat diesem Unterausschuss 2009 empfohlen sich unter anderem auch mit der Frage zu befassen, welche Auswirkungen der Klimawandel auf Kleinwale hat. 2010 wurde auf der Jahrestagung des Wissenschaftsausschusses des IWC beschlossen, dass der Einfluss des Klimawandels auf die Kleinwale fokussiert auf folgende Themen betrachtet werden soll:
- begrenzte Lebensräume
- Veränderungen des Verbreitungsgebiets
- die Arktis

Der SCSC veröffentlicht jährlich Untersuchungsergebnisse zu speziell untersuchten Arten und Regionen. Die Untersuchungsprioritäten werden jährlich neu festgelegt und die Ergebnisse und Empfehlungen veröffentlicht. Als Erfolge der internationalen Forschungsarbeit zum Kleinwalschutz und deren Empfehlungen führt der SCSC unter anderem eine Bestandserholung des Kalifornischen Schweinswals – einer vom Aussterben bedrohten, endemischen Art im Golf von Kalifornien an. Hierbei sollen Fischer Netze einsetzen, bei denen durch akustische Signale von Pingern der Kleinwal-Beifang reduziert wird. Die Akzeptanz bei den Fischern die teureren Netze einzusetzen, ist jedoch begrenzt und die Messbarkeit des Erfolges auf Basis der wenigen Sichtungen in Folge der nur noch sehr geringen Individuenanzahl ist umstritten. Zur Erleichterung der internationalen Zusammenarbeit bei der Forschung zum Kleinwalschutz werden Vertreter des Wissenschaftsausschusses des IWC unter anderem zu den Sitzungen von ASCOBANS, ACCOBAMS und CMS als Beobachter eingeladen.
Das regionale Schutzabkommen ASCOBANS zur Erhaltung der Kleinwale in der Nord- und Ostsee, des Nordostatlantiks und der Irischen See ist auf die in der Region vorkommende Kleinwale beschränkt und schließt beispielsweise den Pottwal aus. Während ACCOBAMS alle im Schwarzen Meer, im Mittelmeer und der angrenzenden atlantischen Zone vorkommenden Wale umfasst und kein speziell auf Kleinwale ausgerichtetes Schutzabkommen ist.
Zur Minderung des Einflusses von Unterwasserlärm wurde die Wirksamkeit von Blasenschleiersystemen untersucht. Diese Untersuchungen wurden vom BMU gefördert. Da die Wirksamkeit durch deren Anhängigkeit von Strömungsstärke und Strömungsrichtung eingeschränkt wird und die angestrebten Grenzwerte mit den untersuchten Blasenschleiersystemen nicht vollständig eingehalten werden konnten, wurde eine geförderte Untersuchung am Windpark alpha ventus eingestellt. Derzeit gibt es noch keine standardisierten Verfahren um Unterwasserlärm zu reduzieren. Es sind noch weitere Forschungs- und Entwicklungsarbeiten unter anderem hinsichtlich der Signifikanz der Störeinflüsse erforderlich.